# ژروم مویسو
ژروم مویسو (انگلیسی: Jérôme Moïso؛ زادهٔ ۱۵ ژوئن ۱۹۷۸) بازیکن بسکتبال اهل فرانسه است.

## حرفه
از باشگاه‌هایی که در آن بازی کرده‌است می‌توان به باشگاه بسکتبال بیلبائو، بوستون سلتیکس، باشگاه بسکتبال رئال مادرید، کلیولند کاوالیرز، شارلوت هورنتس، ویرتوس رم، بسکتبال مردان یوسی‌ال‌ای برونز، نیو اورلینز پلیکانز، باشگاه بسکتبال یوونتوت بادالونا، تورنتو رپترز، و بروکلین نتس اشاره کرد.
وی در مسابقات کشوری و بین‌المللی در مجموع برندهٔ ۱ مدال نقره شده‌است.